# دوگالد مک‌اینز
دوگالد مک‌اینز (انگلیسی: Dugald McInnes; ۲ ژوئن ۱۸۷۷ – ۱۱ سپتامبر ۱۹۲۹) ورزشکار اهل کانادا بود.
وی در مسابقات کشوری و بین‌المللی در مجموع برندهٔ ۱ مدال برنز شده‌است.